# مايرا دياز غوميز
مايرا دياز غوميز (بالإنجليزية: Mayra Dias Gomes)‏ (15 ديسمبر 1987، ريو دي جانيرو في البرازيل)؛ كاتِبة وروائية برازيلية.